# 川上元治郎

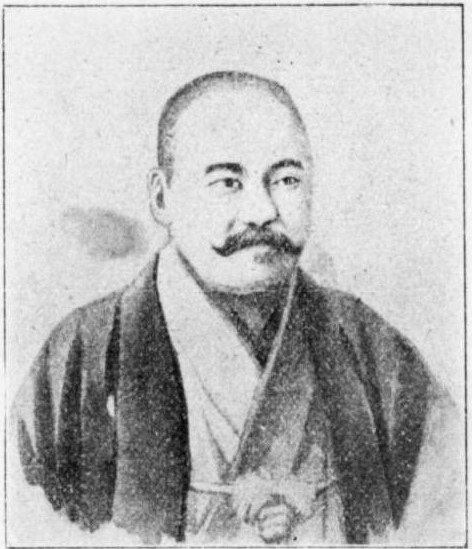
川上元治郎

川上 元治郎（かわかみ もとじろう、1864年12月24日（元治元年11月26日） - 1915年（大正4年）7月2日）は、日本の医師。政治家、衆議院議員（1期）。

## 経歴
新潟県泉村（後に栃尾市、現在は長岡市栃尾）の名主で、新潟県議会の第3代副議長を務めた川上金十郎の二男として生まれる。1885年、東京帝国大学別課医学部卒。同大学医学部助手となり、眼科医を開業する。その傍ら、日本医事週報主筆となる。
1902年の第7回衆議院議員総選挙において新潟県郡部から立憲政友会公認で立候補して当選した。衆議院議員を1期務め、1903年の第8回衆議院議員総選挙は不出馬。1915年に死去した。墓所は護国寺。